# Technische Universiteit Chemnitz
De Technische Universiteit Chemnitz (TU Chemnitz) (Duits: Technische Universität Chemnitz) is een technische universiteit in de Duitse deelstaat Saksen. TU Chemnitz is met circa 11.000 studenten en 2.244 personeelsleden waaronder 156 professoren een kleinere universiteit, evenwel toch met acht faculteiten. De universiteit heeft vier campussen in Chemnitz, waarvan de grootste zich aan de Reichenhainer Straße bevindt, maar ook aan de Straße der Nationen (met rectoraat, centrale bibliotheek en de centrale ICT faciliteiten), de Erfenschlager Straße en de Wilhelm-Raabe-Straße is de universiteit gevestigd. 
Als Technische Universität Chemnitz bestaat de universiteit sinds 1986, daarvoor en sinds 1836 was de Königlichen Gewerbschule een technische vakschool met een Baugewerkenschule, een Werkmeisterschule en een Fabrikzeichenschulede. De instelling ging onder meerdere namen door het leven, sinds 1929 als Staatliche Akademie für Technik en sinds 1953 als Hochschule für Maschinenbau Karl-Marx-Stadt.
Aken · Augsburg · Bamberg: Otto-Friedrich · Bayreuth · Berlijn (Vrije Universiteit · Humboldt · Technische Universiteit · Kunsten) · Bielefeld · Bochum · Bonn · Braunschweig · Bremen (Universiteit Bremen · Jacobs University) · Chemnitz · Clausthal · Cottbus-Brandenburg · Darmstadt · Dortmund · Dresden · Duisburg-Essen · Düsseldorf: Heinrich Heine · Eichstätt-Ingolstadt · Erfurt · Erlangen-Neurenberg: Friedrich-Alexander · Frankfurt am Main · Frankfurt an der Oder: Europa · Freiberg · Freiburg · Gießen · Göttingen: Georg August · Greifswald: Ernst Moritz Arndt · Hagen · Halle-Wittenberg: Martin Luther · Heidelberg: Ruprecht Karls · Hamburg (Hamburg · HafenCity · Hamburg-Harburg · Helmut Schmidt) · Hannover (Hannover · Medische Hogeschool) · Hildesheim · Hohenheim · Ilmenau · Jena: Friedrich Schiller · Kaiserslautern · Karlsruhe · Kassel · Keulen · Duitse Sporthogeschool Keulen · Kiel: Christian Albrechts · Koblenz-Landau · Konstanz · Leipzig · Lübeck · Lüneburg: Leuphana · Magdeburg: Otto von Guericke · Mainz: Johannes Gutenberg · Mannheim · Marburg: Philipps · München (Ludwig Maximilians · Technische Universiteit · Oekraïense Vrije Universiteit · Universiteit van het Bondsleger) · Münster · Oldenburg: Carl von Ossietzky · Osnabrück · Paderborn · Passau · Potsdam · Regensburg · Reutlingen · Rostock · Saarbrücken · Siegen · Stuttgart · Trier · Tübingen: Eberhard-Karls · Ulm · Vechta · Weimar: Bauhaus · Witten: Herdecke · Wuppertal · Würzburg: Julius Maximilians